# 博尼塔溪莊園 (亞利桑那州)
博尼塔溪莊園（英語：Bonita Creek Estates）是位於美國亞利桑那州希拉縣的一個非建制地區。該地的面積和人口皆未知。

## 地理
博尼塔溪莊園的座標為34°23′47″N 111°13′47″W / 34.39639°N 111.22972°W，而該地的平均海拔高度為1803米（即5915英尺）。